# رولز-رویس داون
رولز-رویس داون (به انگلیسی: Rolls-Royce Dawn) یک خودروی لوکس ۴ نفره کروکی ساخت کارخانه انگلیسی رولزرویس است. این خودرو در نمایشگاه خودرو فرانکفورت سال ۲۰۱۵ رونمایی شد.

## رولز-رویس داون اینسپیرد بای موزیک
یک خودرو تولید شده توسط شرکت رولز-رویس است که در نسخه محدود و بر اساس مدل رولز-رویس داون در سال ۲۰۱۸ ارائه شده‌است.